# Jules Mohl

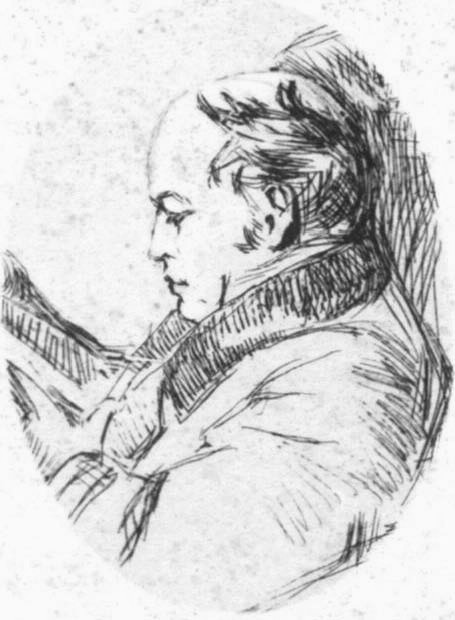
Ritratto di Jules Mohl

Jules Mohl (Stoccarda, 25 ottobre 1800 – Parigi, 4 gennaio 1876) è stato un orientalista e iranista tedesco, poi cittadino francese, cambiando il suo nome di Julius Mohl in quello di Jules Mohl.

## Biografia

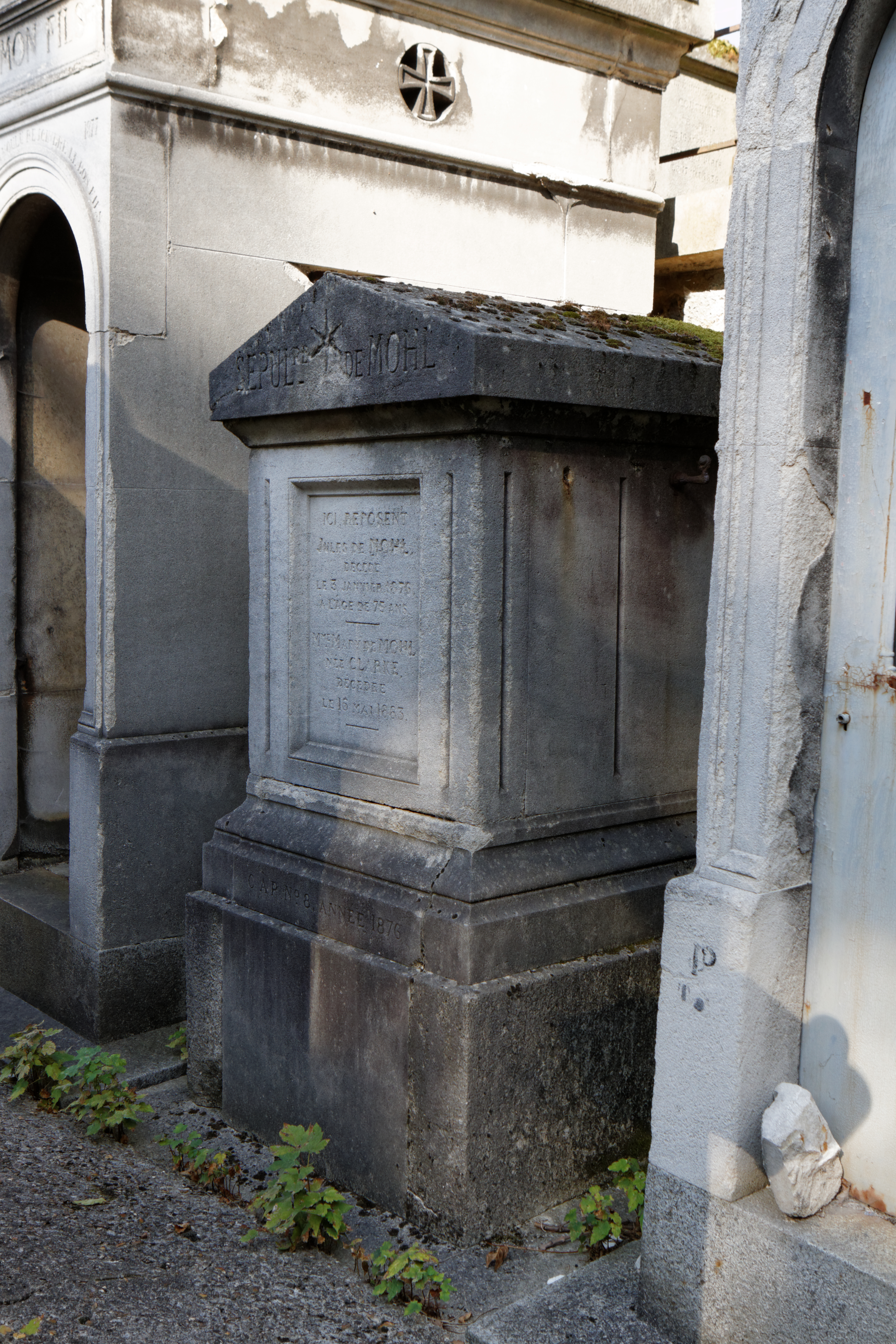
Tomba di Mohl nel cimitero di Père-Lachaise.

Fratello di Hugo von Mohl, di Robert von Mohl e di Moritz von Mohl, abbandona presto l'idea di diventare pastore luterano e parte nel 1823 per Parigi, al fine di seguire i corsi del famoso Silvestre de Sacy, che era all'epoca considerato come il professore di maggiore spicco nel campo degli studi orientali. 

Dal 1826 al 1833, è nominalmente assistente universitario (una sorta di "Assistente volontario") all'Università di Tübingen, ma appena riceve il permesso di viaggiare all'estero, Mohl passa i suoi anni nelle biblioteche di Parigi, Londra e Oxford.
Si dimette da Tübingen nel 1834, per trasferirsi definitivamente a Parigi, dove è nominato dieci anni dopo membro dell'Académie des inscriptions et belles-lettres. È nominato professore di Persiano al Collège de France nel 1847. La sua passione intellettuale non si limita solo all'Iranistica, ma anche alle culture vicine.
Agisce come segretario e poi come presidente della Société Asiatique per numerosi anni.
Muore a Parigi nel gennaio del 1876 ed è sepolto nel cimitero di Père-Lachaise (56ª divisione).

## Opere
Nel 1826 è incaricato dal governo di Carlo X di preparare una nuova edizione dello Shahnameh di Ferdowsi, il cui primo volume appare nel 1838, mentre il settimo e ultimo volume non era terminato quando lo studioso muore. L'edizione di quest'ultimo sarà curata da Barbier de Meynard.
Jules Mohl è famoso per i suoi Rapporti annuali sugli studi orientalistici, che presentò alla Société Asiatique dal 1840 al 1867. Essi furono raccolti da sua moglie dopo la sua morte, sotto il titolo Vingt-sept ans d'histoire des études orientales (Paris, 1879) e costituiscono una fonte preziosa d'informazione per l'orientalismo scientifico in Francia e nel resto del mondo occidentale. 

È così che, a proposito delle tavolette di Ninive, egli scrisse a M. Botta sulle scoperte di Khorsabad (1845). Mohl pubblicò anche anonimamente, con Justus Olshausen (1800–1882), i Fragments relatifs à la religion de Zoroastre (Paris, 1829); Confucii Chi-king sive liber carminum, ex latina P. Lacharmi interpretatione (Stuttgart, 1830); e un'edizione del Y-King, antiquissimus sinarum liber, ex interpretatione P. Regis (Stuttgart, 1834–1839).

## Famiglia
Sua moglie Mary (1793–1883) era la figlia di Charles Clarke, e avendo trascorso una gran parte della sua gioventù a Parigi, era un'amica intima di Juliette Récamier, prima del suo matrimonio con Jules Mohl nel 1847. La donna tenne per quarant'anni un circolo letterario a Parigi, che riuniva personalità d'un certo rilievo culturale dell'epoca (tra cui un certo numero di cittadini britannici che soggiornavano a Parigi o che vi erano giunti in visita). Morì nella capitale francese il 14 maggio 1883 e lasciò un libro, Madame Récamier; esquisse de l'histoire de la société en France.
Il fratello maggiore di Jules Mohl, Robert von Mohl (1799–1875), era un giurista e un eminente uomo di Stato. Il comune loro fratello, Moritz von Mohl (1802–1888), entrò al servizio dello Stato in giovane età e divenne membro del Parlamento di Francoforte, poi del Regno di Württemberg e infine del Reichstag dell'Impero tedesco. Lasciò un'importante e voluminosa opera sulle questioni politiche ed economiche.